# Restio festuciformis
Restio festuciformis är en gräsväxtart som beskrevs av Christian Gottfried Daniel Nees von Esenbeck och Maxwell Tylden Masters. Restio festuciformis ingår i släktet Restio och familjen Restionaceae. Inga underarter finns listade i Catalogue of Life.